# La Venganza de los Ex Brasil (temporada 3)
Artículo Principal: La Venganza de los Ex Brasil
La tercera temporada de La Venganza de los Ex Brasil, un programa de televisión de telerrealidad de MTV, se estrenó el 27 de septiembre del 2018 y culminó el 13 de diciembre de ese mismo año después de doce episodios.

## Reparto
La lista de los participantes oficiales fue revelada por MTV el 6 de septiembre de 2018. El primer participante en ser confirmado fue Igor Freitas participante de Are you the One? Brasil y Super Shore. La lista oficial de los miembros del reparto fue confirmado el 20 de septiembre de 2018, e incluye cinco chicos solteros: Paulo Phillipe, Mauricio Miguel, Vini Buttel, Flip Gandy e Igor Freitas, y cinco mujeres: Any Borges, Fê Micarone, Gio Freitas, Mylena Delatorre y Yá Burihan.
- Negrita indica a los participantes originales, el resto son denominados como "ex".

| Episodios | Nombre                 | Edad | Procedencia             | Ex                                        |
| --------- | ---------------------- | ---- | ----------------------- | ----------------------------------------- |
| 12        | Any Borges             | 23   | Brasilia                | N/A                                       |
| 12        | Felipe Gandy           | 28   | Cabo Frío               | Andressa Alves                            |
| 12        | Fernanda Micarone      | 22   | Porto Alegre            | Augusto Nogueira, Arthur Jobim            |
| 12        | Giovana Freitas Santos | 21   | Recife                  | Fernando Lobo                             |
| 9         | Igor Freitas           | 28   | Río de Janeiro          | Renata Dias, Igor Freitas                 |
| 12        | Mauricio Miguel        | 26   | Säo Paulo               | Luiza Aragão, Tatiana Dias, Melissa Gropo |
| 12        | Mylena Delatorre       | 23   | Bom Jesus do Itabapoana | N/A                                       |
| 12        | Paulo Phillipe         | 27   | Río de Janeiro          | N/A                                       |
| 12        | Vinicius Buttel        | 27   | Säo Paulo               | Martina Sanzi                             |
| 12        | Yasmin Burihan         | 28   | Säo Paulo               | Guilherme Franciscon                      |
|           |                        |      |                         |                                           |
| 12        | Renata Dias            | 28   | Río de Janeiro          | Igor Freitas, Felipe Ribeiro              |
| 11        | Andressa Alves         | 24   | Säo Paulo               | Flip Gandy                                |
| 10        | Augusto Nogueira       | 25   | Porto Alegre            | Fernanda Mincarone                        |
| 9         | Tatiana Dias           | 28   | Säo Paulo               | Mauricio Miguel, Leonardo Balthazar       |
| 1         | Luiza Aragão           | 30   | Brasilia                | Mauricio Miguel                           |
| 8         | Guilherme Franciscon   | 29   | Säo Paulo               | Yasmin Burihan                            |
| 8         | Felipe Ribeiro         | 26   | Río de Janeiro          | Renata Dias                               |
| 6         | Daniela Seta           | 25   | Säo Paulo               | Igor Freitas, Leonardo Balthazar          |
| 6         | Martina Sanzi          | 25   | Porto Alegre            | Vinicius Buttel                           |
| 5         | Arthur Jobim           | 24   | Porto Alegre            | Fernanda Micarone                         |
| 4         | Fernando Lobo          | 20   | Recife                  | Giovana Freitas Santos                    |
| 3         | Melissa Gropo          | 25   | Santos                  | Mauricio Miguel                           |
| 2         | Leonardo Balthazar     | 25   | Säo Paulo               | Tatiana Dias, Daniela Seta                |

### Duración del reparto
| Reparto  | Episodios | Episodios | Episodios | Episodios | Episodios | Episodios | Episodios | Episodios | Episodios | Episodios | Episodios | Episodios |
| Reparto  | 1         | 2         | 3         | 4         | 5         | 6         | 7         | 8         | 9         | 10        | 11        | 12        |
| -------- | --------- | --------- | --------- | --------- | --------- | --------- | --------- | --------- | --------- | --------- | --------- | --------- |
| Any      |           |           |           |           |           |           |           |           |           |           |           |           |
| Fernanda |           |           |           |           |           |           |           |           |           |           |           |           |
| Gandy    |           |           |           |           |           |           |           |           |           |           |           |           |
| Gio      |           |           |           |           |           |           |           |           |           |           |           |           |
| Igor     |           |           |           |           |           |           |           |           |           |           |           |           |
| Miguel   |           |           |           |           |           |           |           |           |           |           |           |           |
| Mylena   |           |           |           |           |           |           |           |           |           |           |           |           |
| Paulo    |           |           |           |           |           |           |           |           |           |           |           |           |
| Vini     |           |           |           |           |           |           |           |           |           |           |           |           |
| Yá       |           |           |           |           |           |           |           |           |           |           |           |           |
|          |           |           |           |           |           |           |           |           |           |           |           |           |
| Renata   |           |           |           |           |           |           |           |           |           |           |           |           |
| Andressa |           |           |           |           |           |           |           |           |           |           |           |           |
| Guto     |           |           |           |           |           |           |           |           |           |           |           |           |
| Tati     |           |           |           |           |           |           |           |           |           |           |           |           |
| Luiza    |           |           |           |           |           |           |           |           |           |           |           |           |
| Gui      |           |           |           |           |           |           |           |           |           |           |           |           |
| Lipe     |           |           |           |           |           |           |           |           |           |           |           |           |
| Dani     |           |           |           |           |           |           |           |           |           |           |           |           |
| Martina  |           |           |           |           |           |           |           |           |           |           |           |           |
| Arthur   |           |           |           |           |           |           |           |           |           |           |           |           |
| Fernando |           |           |           |           |           |           |           |           |           |           |           |           |
| Mel      |           |           |           |           |           |           |           |           |           |           |           |           |
| Léo      |           |           |           |           |           |           |           |           |           |           |           |           |

## Episodios
| N.º (total) | N.º (temp.) | Título        | Estreno original         |
| ----------- | ----------- | ------------- | ------------------------ |
| 21          | 1           | «Episodio 1»  | 27 de septiembre de 2018 |
| 22          | 2           | «Episodio 2»  | 4 de octubre de 2018     |
| 23          | 3           | «Episodio 3»  | 11 de octubre de 2018    |
| 24          | 4           | «Episodio 4»  | 18 de octubre de 2018    |
| 25          | 5           | «Episodio 5»  | 25 de octubre de 2018    |
| 26          | 6           | «Episodio 6»  | 1 de noviembre de 2018   |
| 27          | 7           | «Episodio 7»  | 8 de noviembre de 2018   |
| 28          | 8           | «Episodio 8»  | 15 de noviembre de 2018  |
| 29          | 9           | «Episodio 9»  | 22 de noviembre de 2018  |
| 30          | 10          | «Episodio 10» | 29 de noviembre de 2018  |
| 31          | 11          | «Episodio 11» | 6 de diciembre de 2018   |
| 32          | 12          | «Episodio 12» | 13 de diciembre de 2018  |